# Hamaxanteia

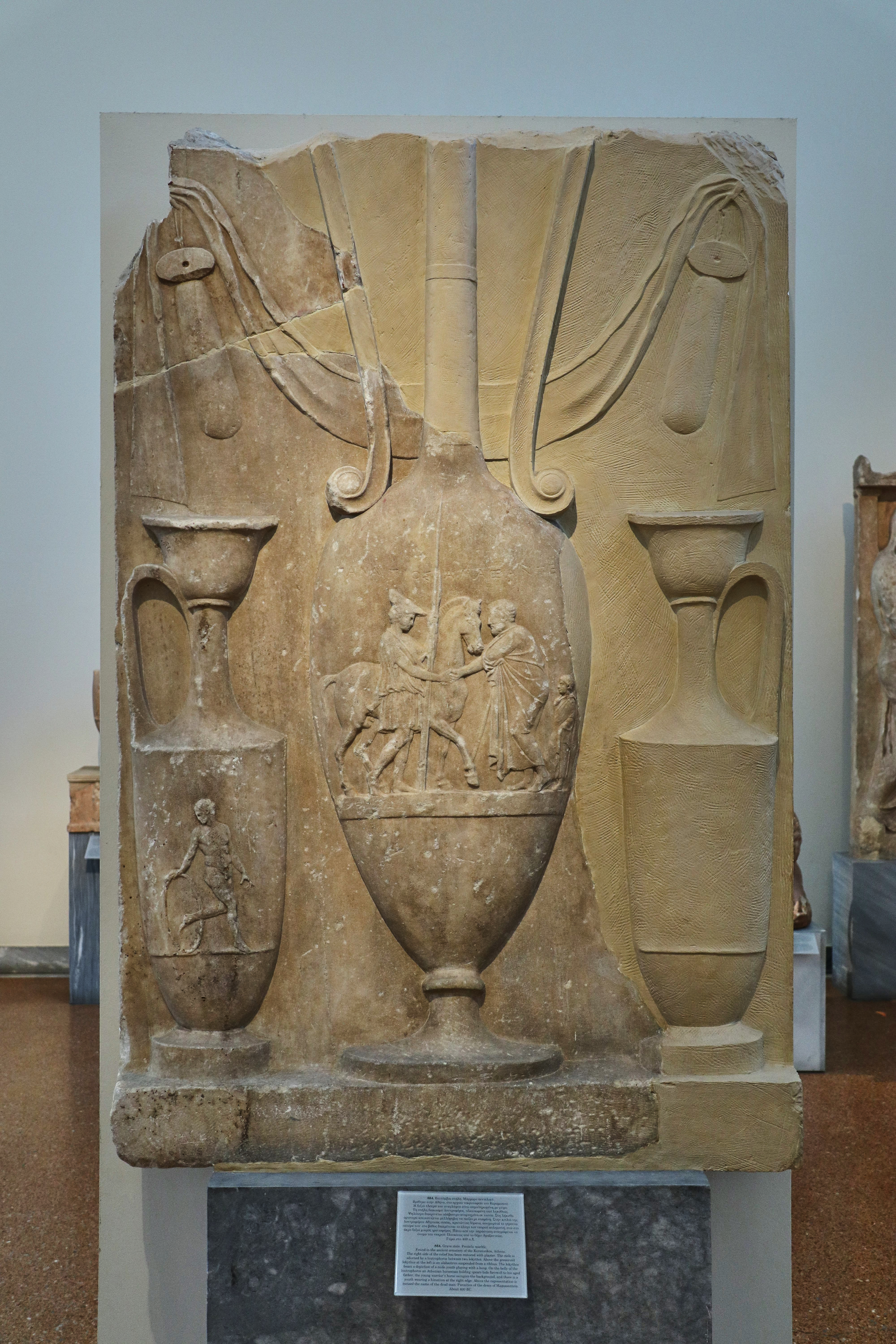
Grabstele des „Panaitios aus Hamaxanteia“

Hamaxanteia (altgriechisch Ἁμαξάντεια) war ein antiker attischer Demos der 8. Phyle Hippoth(o)ontis, möglicherweise in der attischen Paralia und somit im Küstenstreifen Attikas gelegen. Als Demos stellte er eine der durch die Kleisthenischen Reformen festgelegten Verwaltungseinheiten dar. Welcher der dreißig übergeordneten Trittyes – Verwaltungseinheiten, von denen je drei eine Phyle bildeten – er zugeordnet war, ist unklar. Lag der Demos an der Küste, so war er der Trittys Eleusis zugeordnet. Der Demos stellte einen Vertreter in der Boule, dem Rat der 500 in Athen.
Der Demos war zumindest in hellenistischer Zeit an der Verwaltung der Heiligtümer auf Delos beteiligt und stellte im Jahr 158/157 v. Chr. mit einem gewissen „Philokrates, Sohn des Philokrates, aus dem Demos Hamaxanteia“, einen Priester des Serapis auf Delos. Bekannt ist Hamaxanteia auch durch eine Reliefstele vom Kerameikos, die eine Loutrophoros, flankiert von zwei Lekythen und zwei Aryballoi, darstellt. Die Loutrophoros nennt als Beischrift zu der auf ihr wiedergegebenen Szene einen „Panaitios aus dem Demos Hamaxanteia“.